# والنتینا یگورووا
والنتینا یگورووا (روسی: Валентина Михайловна Егорова؛ زادهٔ ۱۶ فوریهٔ ۱۹۶۴) دونده ماراتن و دونده دو استقامت زن اهل اتحاد جماهیر شوروی سوسیالیستی بود.
از افتخارات وی میتوان به کسب مدال طلا دو ماراتن در بازی‌های المپیک تابستانی ۱۹۹۲ اشاره کرد.